# Magno (console 460)
Flavio Magno (latino: Flavius Magnus; Narbona, ... – ...; fl. 455–460) è stato un nobile e politico romano dell'Impero d'Occidente, che giocò un ruolo importante nella storia della fine della Gallia romana, nella seconda metà del V secolo.

## Biografia
Originario di Narbona e membro di una prestigiosa famiglia gallo-romana, era nipote di Agricola, console del 421, a sua volta discendente di quel Filagrio da cui discendeva anche l'imperatore Avito: è anche possibile che il padre di Magno, Nimfidio, fosse il fratello dell'imperatore. Il fratello di Magno, dal nome sconosciuto, era proconsole.
Ricoprì l'incarico di magister officiorum per Avito tra il 455 e il 456; in quest'ultimo anno accompagnò i Visigoti in Spagna. Le sue qualità e la sua fedeltà all'impero gli guadagnarono la Prefettura del pretorio delle Gallie per volere di dell'imperatore Maggioriano, nel 458 (o tardo 457), in sostituzione di Peonio: la mossa va intesa all'interno della politica imperiale di ricostruire i legami con la nobiltà gallica, così come la sua successiva nomina al consolato per l'anno 460. Un epitaffio di difficile comprensione potrebbe far collocare la sua morte nel 475.
Ebbe tre figli: Magno Felice, prefetto del pretorio di Gallia o Italia, Probo e Araneola. Magno Felice e Probo erano compagni di studi del poeta Gaio Sollio Sidonio Apollinare. Araneola sposò Polemio.